# Список м'язів людини

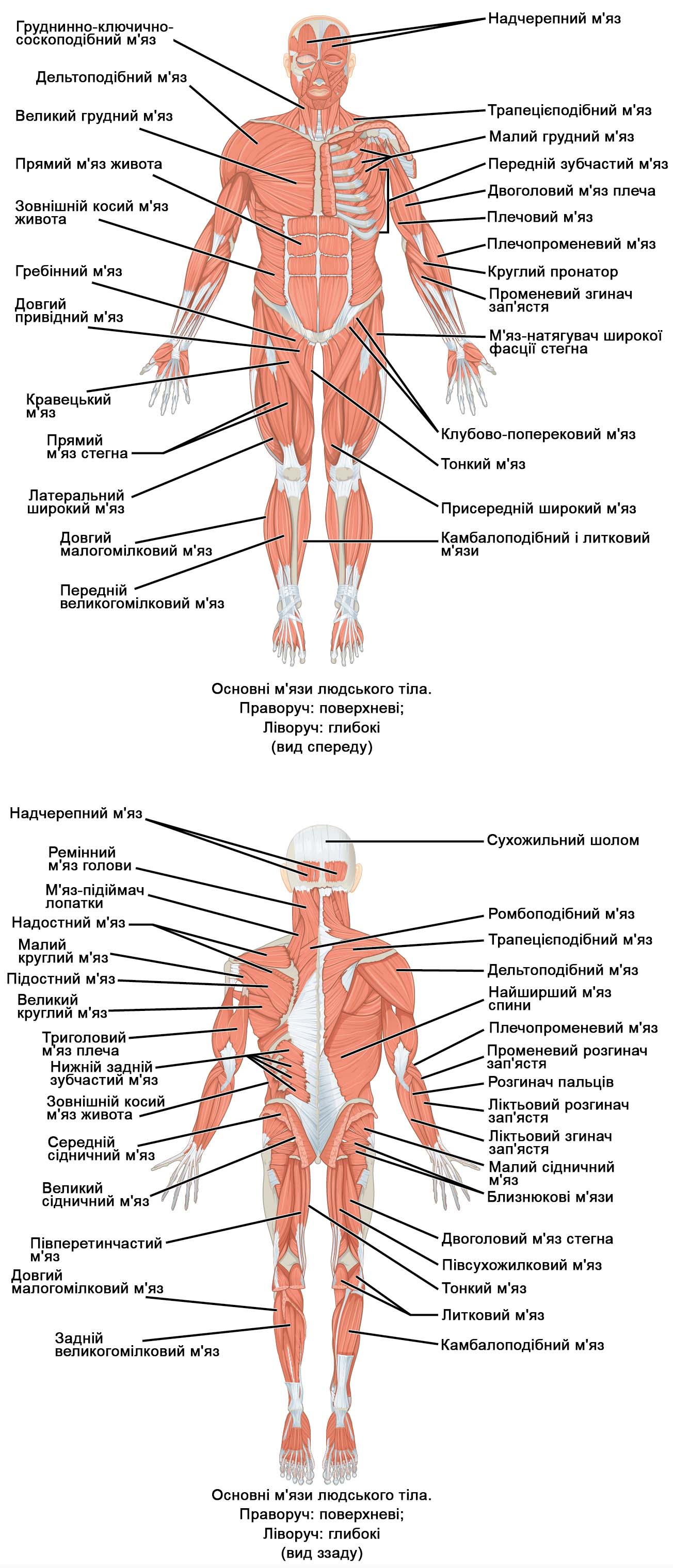
Основні м'язи людського тіла

За місцем розташування м'язи тіла людини розділяють на п'ять груп: 
- М'язи голови
- М'язи шиї
- М'язи тулуба
- М'язи верхньої кінцівки (руки)
- М'язи нижньої кінцівки (ноги)

## М'язи голови

### Мімічні м'язи

#### М'язи склепіння черепа
- Надчерепний м'яз[en] (musculus epicranius)

- Потилично-лобовий м'яз (m. occipitofrontalis)
- Скронево-тім'яний м'яз (m. temporoparietalis)

#### М'язи навколо ока
- Круговий м'яз ока[en] (musculus orbicularis oculi)
- М'яз-зморщувач брови (musculus corrugator supercilii)
- М'яз-опускач перенісся[en] (musculus procerus)
- М'яз-опускач брови[en] (musculus depressor supercilii)

#### М'язи навколо вушної раковини (вушні м'язи)
- Передній вушний м'яз[en] (musculus auricularis anterior)
- Верхній вушний м'яз[en] (musculus auricularis superior)

- Сухожилковий шолом, або надчерепний апоневроз (galea aponeurotica, seu aponeurosis epicranialis)

- Задній вушний м'яз[en] (musculus auricularis posterior)

#### М'язи навколо носа
- Носовий м'яз[en] (musculus nasalis)
- М'яз-опускач перегородки носа (musculus depressor septi nasi)

#### М'язи навколо рота і щоки
- Круговий м'яз рота[en] (musculus orbicularis oris)
- Великий виличний м'яз[en] (musculus zygomaticus major)
- Малий виличний м'яз (musculus zygomaticus minor)
- М'яз-підіймач верхньої губи[en] (musculus levator labii superioris)
- М'яз-підіймач верхньої губи і крила носа[en] (musculus levator labii superioris aleque nasi)
- М'яз-підіймач кута рота[en] (musculus levator anguli oris)
- М'яз сміху[en] (musculus risorius)
- М'яз-опускач кута рота[en] (musculus depressor anguli oris)
- М'яз-опускач нижньої губи[en] (musculus depressor labii inferioris)
- Підборідний м'яз[en] (musculus mentalis)
- Поперечний м'яз підборіддя[en] (musculus transversus menti)
- Щічний м'яз (musculus buccinator), або «м'яз сурмачів»

### Жувальні м'язи
- Жувальний м'яз (musculus masseter)
- Скроневий м'яз (musculus temporalis)
- Латеральний крилоподібний м'яз (musculus pterygoideus lateralis)
- Присередній крилоподібний м'яз[en] (musculus pterygoideus medialis)

## М'язи шиї

### Власні м'язи шиї
- Підшкірний м'яз шиї (platysma)
- Груднинно-ключично-соскоподібний м'яз (musculus sternocleidomastoideus)
- Передній драбинчастий м'яз (musculus scalenus anterior)
- Середній драбинчастий м'яз (musculus scalenus medius)
- Задній драбинчастий м'яз (musculus scalenus posterior)
- Найменший драбинчастий м'яз (musculus scalenus minimus)
- Довгий м'яз шиї (musculus longus colli)
- Довгий м'яз голови (musculus longus capitis)

### Надпід'язикові м'язи
- Двочеревцевий м'яз (musculus digastricus)
- Шилопід'язиковий м'яз (musculus stylohyoideus)
- Щелепно-під'язиковий м'яз (musculus mylohyoideus)
- Підборідно-під'язиковий м'яз (musculus geniohyoideus)

### Підпід'язикові м'язи
- Груднинно-під'язиковий м'яз (musculus sternohyoideus)
- Груднинно-щитоподібний м'яз (musculus sternothyroideus)
- Щитопід'язиковий м'яз (musculus thyrohyoideus)
- Лопатково-під'язиковий м'яз (musculus omohyoideus)
- М'яз-підіймач щитоподібної залози (musculus levator glandulae thyroideae)

### Підпотиличні м'язи
- Передній прямий м'яз голови (musculus rectus capitis anterior)
- Бічний прямий м'яз голови (musculus rectus capitis lateralis)
- Великий задній прямий м'яз голови (musculus rectus capitis posterior major)
- Малий задній прямий м'яз голови (musculus rectus capitis posterior minor)
- Верхній косий м'яз голови (musculus obliquus capitis superior)
- Нижній косий м'яз голови (musculus obliquus capitis inferior)

## М'язи тулуба

### М'язи грудної клітки

#### Глибокі м'язи
- Зовнішні міжреберні м'язи[en] (musculi intercostales externi)
- М'язи-підіймачі ребер[en] (musculi levatores costarum)
- Внутрішні міжреброві м'язи[en] (musculi intercostales interni)
- Найглибші міжреброві м'язи[en] (musculi intercostales intimi)
- Поперечний м'яз грудної клітки[en] (musculus transversus thoracis)
- Підреброві м'язи[en] (musculi subcostales)
- Діафрагма (diaphragma)
- Великий грудний м'яз[en] (musculus pectoralis major)

#### Поверхневі м'язи
- Великий грудний м'яз[en] (musculus pectoralis major)
- Малий грудний м'яз[en] (musculus pectoralis minor)
- Передній зубчастий м'яз[en] (musculus serratus anterior)

### М'язи живота
- Прямий м'яз живота (musculus rectus abdominis)
- Пірамідний м'яз[en] (musculus pyramidalis)
- Зовнішній косий м'яз живота (musculus obliquus externus abdominis)
- Внутрішній косий м'яз живота (musculus obliquus internus abdominis)
- Поперечний м'яз живота (musculus transversus abdominis)
- Квадратний м'яз поперека (musculus quadratus lumborum)

### М'язи спини

#### Власні м'язи вентрального походження
- Верхній задній зубчастий м'яз[en] (musculus serratus posterior superior)
- Нижній задній зубчастий м'яз[en] (musculus serratus posterior inferior)

#### Власні м'язи дорсального походження (глибокі м'язи спини)

##### I тракт
- Ремінний м'яз голови[en] (musculus splenius capitis)
- Ремінний м'яз шиї[en] (musculus splenius cervicis)

##### II тракт
- М'яз-випрямляч хребта[en] (musculus erector spinae)
- Клубово-ребровий м'яз[en] (musculus iliocostalis)
- Найдовший м'яз[en] (musculus longissimus)
- Остьовий м'яз[en] (musculus spinalis)

##### III тракт
- Поперечно-остьові м'язи[en] (musculi transversospinales)

##### IV тракт
- Міжпоперечні м'язи[en] (musculi intertransversarii)
- Міжостьові м'язи[en] (musculi interspinales)

#### Поверхневі м'язи

##### Перший шар
- Трапецієподібний м'яз (musculus trapezius)
- Найширший м'яз спини (musculus latissimus dorsi)

##### Другий шар
- Ромбоподібний м'яз (musculus rhomboideus)
- М'яз-підіймач лопатки[en] (musculus levator scapulae)

## М'язи верхньої кінцівки

### М'язи плечового поясу
- Дельтоподібний м'яз (musculus deltoideus)
- Надостний м'яз[en] (musculus supraspinatus)
- Підостний м'яз[en] (musculus infraspinatus)
- Малий круглий м'яз[en] (musculus teres minor)
- Великий круглий м'яз[en] (musculus teres major)
- Підлопатковий м'яз (musculus subscapularis)

### М'язи плеча

#### Передня група
- Дзьобоподібно-плечовий м'яз[en] (musculus coracobrachialis)
- Двоголовий м'яз плеча (musculus biceps brachii)
- Плечовий м'яз[en] (musculus brachialis)

#### Задня група
- Триголовий м'яз плеча (musculus triceps brachii)
- Ліктьовий м'яз[en] (musculus anconeus)

### М'язи передпліччя

#### Передня група м'яз, поверхневий шар
- Круглий пронатор[en] (musculus pronator teres)
- Променевий згинач зап'ястя[en] (musculus flexor carpi radialis)
- Довгий долоневий м'яз[en] (musculus palmaris longus)
- Поверхневий згинач пальців[en] (musculus flexor digitorum superficialis)
- Ліктьовий згинач зап'ястя[en] (musculus flexor carpi ulnaris)
- Плечопроменевий м'яз[en] (musculus brachioradialis)

#### Передня група м'язів, глибокий шар
- Довгий згинач великого пальця кисті[en] (musculus flexor pollicis longus)
- Глибокий згинач пальців[en] (musculus flexor digitorum profundus)
- Квадратний пронатор[en] (musculus pronator quadratus)

#### Задня група м'язів, поверхневий шар
- Довгий променевий розгинач зап'ястя[en] (musculus extensor carpi radialis longus)
- Короткий променевий розгинач зап'ястя[en] (musculus extensor carpi radialis brevis)
- Розгинач пальців[en] (musculus extensor digitorum)
- Ліктьовий розгинач зап'ястя[en] (musculus extensor carpi ulnaris)
- Розгинач мізинця[en] (musculus extensor digiti minimi)

#### Задня група м'язів, глибокий шар
- Супінатор[en] (musculus supinator)
- Короткий розгинач великого пальця кисті[en] (musculus extensor pollicis brevis)
- Довгий розгинач великого пальця кисті[en] (musculus extensor pollicis longus)
- Розгинач вказівного пальця[en] (musculus extensor indicis)

### М'язи кисті

#### М'язи підвищення великого пальця руки
- Короткий м'яз-відвідник великого пальця кисті[en] (musculus abductor pollicis brevis)
- Короткий згинач великого пальця кисті[en] (musculus flexor pollicis brevis)
- Протиставний м'яз великого пальця кисті[en] (musculus opponens pollicis)
- Відвідний м'яз великого пальця кисті[en] (musculus adductor pollicis)

#### М'язи підвищення мізинця
- М'яз-відвідник мізинця[en] (musculus abductor digiti minimi)
- Протиставний м'яз мізинця[en] (musculus opponens digiti minimi)
- Короткий згинач мізинця[en] (musculus flexor digiti minimi brevis)
- Короткий долоневий м'яз[en] (musculus palmaris brevis)

#### Середня група м'язів кисті
- Червоподібні м'язи [en] (musculi lumbricales)
- Задні міжкісткові м'язи кисті[en] (musculi interossei dorsales)

## М'язи нижньої кінцівки

### М'язи тазового пояса

#### Передня група
- Клубово-поперековий м'яз (musculus iliopsoas)
- Малий поперековий м'яз (musculus psoas minor)

#### Задня група
- Великий сідничний м'яз (musculus gluteus maximus)
- Середній сідничний м'яз (musculus gluteus medius)
- Малий сідничний м'яз (musculus gluteus minimus)
- М'яз-натягувач широкої фасції стегна (musculus tensor fasciae latae)
- Грушоподібний м'яз (musculus piriformis)
- Внутрішній затульний м'яз (musculus obturator internus)
- Верхній (musculus gemellus superior)
- нижній близнюковий м'язи (musculus gemellus inferior )
- Зовнішній затульний м'яз (musculus obdurator externus)
- Квадратний м'яз стегна (musculus quadratus femoris)

### М'язи стегна

#### Передня група
- Кравецький м'яз (musculus sartorius)
- Чотириголовий м'яз стегна (musculus quadriceps femoris)

- прямий м'яз стегна (musculus rectus femoris)
- медіальний широкий м'яз стегна (musculus vastus medialis)
- латеральний широкий м'яз стегна (musculus vastus lateralis)
- проміжний широкий м'яз стегна (musculus vastus intermedius)

#### Медіальна група
- Гребінний м'яз (musculus pectineus)
- Тонкий м'яз (musculus gracilis)
- Довгий привідний м'яз (musculus adductor longus)
- Короткий привідний м'яз (musculus adductor brevis)
- Великий привідний м'яз (musculus adductor magnus)

#### Задня група
- Півсухожилковий (напівсухожилковий) м'яз (musculus semitendinosus)
- Півперетинчастий (напівперетинчастий) м'яз (musculus semimembranosus)
- Двоголовий м'яз стегна (musculus biceps femoris)
- Підколінний м'яз[en] (musculus popliteus)

### М'язи гомілки

#### Передня група
- Передній великогомілковий м'яз[en] (musculus tibialis anterior)
- Довгий м'яз-розгинач пальців (musculus extensor digitoru, musculus longus)
- Довгий м'яз-розгинач великого пальця[en] (musculus extensor hallucis longus)

#### Латеральна група
- Довгий малогомілковий м'яз[en] (musculus peroneus longus)
- Короткий малогомілковий м'яз[en] (musculus peroneus brevis)

#### Задня група, поверхневий шар
- Триголовий м’яз гомілки[en] (musculus triceps surae)
- Підошвовий м'яз[en] (musculus planlaris)

#### Задня група, глибокий шар
- Підколінний м'яз[en] (musculus popliteus)
- Довгий м'яз-згинач пальців[en] (musculus flexor digitoru, musculus longus)
- Задній великогомілковий м'яз[en] (musculus tibialis posterior)
- Довгий м'яз-згинач великого пальця стопи[en] (musculus flexor hallucis longus)

### М'язи стопи

#### Задня група
- Короткий м'яз-розгинач пальців[en] (musculus extensor digitoru, musculus brevis)
- Короткий м'яз-розгинач великого пальця стопи[en] (musculus extensor hallucis brevis)

#### Медіальна група
- Короткий м'яз-згинач великого пальця стопи[en] (musculus flexor hallucis brevis)
- Привідний м'яз великого пальця стопи[en] (musculus adductor hallucis)
- Відвідний м'яз великого пальця стопи[en] (musculus abductor hallucis)

#### Латеральна група
- Відвідний м'яз V пальця стопи[en] (musculus abductor hallucis)
- Короткий згинач малого пальця[en] (musculus flexor digitoru, musculus brevis)

#### Середня група
- Короткий м'яз-згинач пальців[en] (musculus flexor digitoru, musculus brevis)
- Квадратний м'яз підошви[en] (musculus quadratus plantae)
- Червоподібні м'язи стопи[en] (musculus lumbricalis)
- Підошвові міжкісткові м'язи[en] (musculus interossei dorsales et plantares)
- Тильні міжкісткові мускули[en] (musculus interossei dorsales)